# ライト (デジタルカメラメーカー)
ライト（英: Light Labs Inc.）は、アメリカ合衆国カリフォルニア州パロアルトに本社を置く、コンピュテーショナル・フォトグラフィー分野の研究開発を行っている企業である。音声認識の大手ニュアンス・コミュニケーションズに買収されたVlingoのDave Grannanとクアルコムに買収されたFlarion TechnologiesのRajiv Laroiaにより設立された。

## 概要
2017年7月にLight L16という複眼カメラを販売しており、現在は9つのカメラを搭載したスマートフォンの開発を行っている。

## Light L16
異なる焦点距離の16個のレンズを搭載した複眼カメラであり、撮影した画像を合成し最大で5200万画素もの高画質画像を生成する。複数の焦点距離で撮影した元のデータを保存しているため撮影後でもピントの合う位置や被写界深度が変更可能という特徴がある。サイズは165mm×84.5mm×24.05mm。販売価格は1950ドル。

## 沿革
- 2013年 - Dave GrannanとRajiv Laroiaにより設立
- 2014年6月10日 - シリーズAラウンドでBessemer Venture Partners、CrunchFundより970万ドル調達[4]
- 2015年7月30日 - シリーズBラウンドでEclipse、Bessemer Venture Partners、FIH Mobile(鴻海精密工業)、CRV、StepStone Groupより2,500万ドル調達[5]
- 2015年10月12日 - Light L16 Cameraを発表[6]
- 2016年7月6日 - シリーズCラウンドでGV(Google Ventures)より3,000万ドル調達
- 2017年7月15日 - アメリカ国内でLight L16発売[7]
- 2018年3月21日 - イギリス国内でLight L16発売[8]
- 2018年7月18日 - シリーズDラウンドでソフトバンク・ビジョン・ファンド、ライカより1億2,100万ドル調達[9]